# Enter the Grave
Albums de Evile
Hell Demo
(2006) Infected Nations
(2009)
Enter the Grave est le premier véritable album studio du groupe de Thrash metal anglais Evile. L'album est sorti le 27 août 2007 sous le label Earache Records.
Le titre de l'album est une référence à un titre de chanson présent sur la précédente "démo" du groupe, qui porte le même nom.
Le titre First Blood est une référence à l'acteur Sylvester Stallone est à la série de films Rambo.
L'album a été ré-édité le 13 octobre 2008 avec en plus un DVD, un médiator de guitare et 3 titres supplémentaires.
L'album a été bien reçu à sa sortie et a atteint la 33e place au UK Rock Album Charts.

## Musiciens
- Matt Drake - Chant, Guitare
- Ol Drake - Guitare
- Mike Alexander - Basse
- Ben Carter - Batterie

## Liste des morceaux
1. Enter the Grave - 4:31
2. Thrasher - 3:08
3. First Blood - 4:18
4. Man Against Machine - 6:22
5. Burned Alive - 5:52
6. Killer From the Deep - 4:41
7. We Who Are About to Die - 7:40
8. Schizophrenia - 4:17
9. Bathe in Blood - 6:22
10. Armoured Assault - 5:39

### Titres supplémentaires de la ré-édition
Les titres Darkness Shall Bring Death et Sacrificial étaient présents uniquement sur la version japonaise de l'album, quant au titre Enter the Grave, il était présent sur la production du groupe Hell Demo.
1. Darkness Shall Bring Death
2. Sacrificial
3. Enter the Grave - 4:20